# 1984年冬季奥林匹克运动会南斯拉夫代表团
南斯拉夫社會主義聯邦共和國以東道主的身分，參加在南斯拉夫塞拉耶佛所舉辦的1984年冬季奧林匹克運動會。最終由尤雷·弗兰科贏得了一面銀牌，這也是南斯拉夫史上第一面冬季奧運獎牌。